# Eugenio Alejandro de Thurn y Taxis
El príncipe Eugenio Alejandro Francisco de Thurn y Taxis (en alemán: Eugen Alexander Franz Fürst von Thurn und Taxis; bautizado 11 de enero de 1652, Bruselas, Países Bajos Españoles-21 de febrero de 1714, Fráncfort del Meno, Sacro Imperio) fue el 1º príncipe de Thurn y Taxis, Maestro de Postas General del Servicio de Correos Imperial (Reichspost), y Jefe de la Casa de Thurn y Taxis desde el 13 de septiembre de 1676 hasta su muerte.

## Primeros años
Eugenio Alejandro Francisco era el segundo hijo del Conde Lamoral II Claudio Francisco de Thurn y Taxis y su esposa la Condesa Ana Francisca Eugenia de Horn. La fecha de su nacimiento es desconocida, pero Eugenio Alejandro Francisco fue bautizado el 11 de enero de 1652 en Bruselas.

## Maestro de Postas General
Después de la muerte de su padre, Eugenio Alejandro sucedió en el puesto de Maestro de Postas General del Correo Imperial (Reichspost) y los Países Bajos Españoles. En 1681, el último rey Habsburgo de España Carlos II elevó a Eugenio Alejandro de conde a príncipe, y el emperador Leopoldo I del Sacro Imperio lo hizo Príncipe imperial en 1695.
Después de la ocupación francesa de los Países Bajos Españoles durante la Guerra de Sucesión Española, el nuevo rey español Felipe V, nieto de Luis XIV de Francia, depuso a Eugenio Alejandro como Maestro de Postas General de los Países Bajos Españoles. En 1702, trasladó la sede de su sistema postal de Bruselas a Fráncfort del Meno, de donde era originario.

## Matrimonio e hijos
Eugenio Alejandro contrajo matrimonio en dos ocasiones. La primera fue con la Princesa Ana Adelaida de Fürstenberg-Heiligenberg, la hija menor del Conde Hermann Egon de Fürstenberg-Heiligenberg y su esposa la Condesa Francisca de Fürstenberg-Stühlingen. Eugenio Alejandro y Ana Adelaida tuvieron los siguientes hijos:
- Condesa Dorotea de Thurn y Taxis (n. y m. 1679)
- niño de nombre desconocido (n. y m. 1680)
- Anselmo Francisco, 2º Príncipe de Thurn y Taxis (1681-1739), desposó a María Ludovica Ana Francisca, Princesa de Lobkowicz
- Conde Jacobo Lamoral de Thurn y Taxis (?-?)
- Conde Enrique Francisco de Thurn y Taxis (n. y m. 1682)
- Condesa Ana Francisca de Thurn y Taxis (n. y m. 1683)
- Condesa Leonor Fernanda de Thurn y Taxis (n. y m. 1685)
- Conde Íñigo Lamoral María Félix Francisco de Thurn y Taxis (n. y m. 1686)
- Condesa Ana Teresa de Thurn y Taxis (n. y m. 1689)
- Condesa María Isabel de Thurn y Taxis (n. y m. 1691)

Después de la muerte de su primera esposa, Eugenio Alejandro contrajo matrimonio con la Condesa Ana Augusta de Hohenlohe-Waldenburg-Schillingsfürst, hija del Conde Luis Gustavo de Hohenlohe-Waldenburg-Schillingsfürst y su segunda esposa Ana Bárbara von Schönborn. Eugenio Alejandro y Ana Augusta tuvieron los siguientes hijos:
- Príncipe Lotario Francisco de Thurn y Taxis (1705-1712)
- Príncipe Maximiliano Felipe de Thurn y Taxis (n. y m. 1706)
- Príncipe Felipe Lamoral de Thurn y Taxis (bn. y m. 1708)
- Princesa María Josefa de Thurn y Taxis (n. y m. 1711)

## Títulos y tratamiento.
- 11 de enero de 1652 - 13 de septiembre de 1676: Su Alteza Serenísima El Conde Heredero de Thurn y Taxis
- 13 de septiembre de 1676 - 1695: Su Alteza Serenísima El Conde de Thurn y Taxis
- 1695 - 21 de febrero de 1714: Su Alteza Serenísima El Príncipe de Thurn y Taxis

## Honores
- Caballero de la Orden del Toisón de Oro (rama austríaca)